# Riccardo Gagliolo
Riccardo Gagliolo (Imperia, 28 aprile 1990) è un calciatore italiano naturalizzato svedese, difensore svincolato.

## Biografia
Ha origini svedesi da parte di madre, da cui il soprannome Thor o Il Vichingo.

## Caratteristiche tecniche
Nasce calcisticamente come terzino sinistro, ma all'occorrenza può giocare come difensore centrale. Si dimostra molto abile, sulle palle inattive e nel gioco aereo.

## Carriera

### Club

#### Gli inizi
Ha giocato nel settore giovanile dell'Andora, poi tre anni alla Sampdoria per poi passare nella Sanremese; dopo aver trascorso due stagioni in Eccellenza nell'Andora , squadra della sua città, ritorna a giocare nella Sanremese, con cui rimane dal 2008 al 2011:, vincendo un campionato di Eccellenza, nella stagione 2010-2011 segna un gol in 23 presenze nel campionato di Lega Pro Seconda Divisione, facendo così il suo esordio in carriera in un campionato professionistico. L'anno successivo a causa del fallimento della Sanremese milita nella Pro Imperia, con cui disputa 19 partite in Serie D.

#### Carpi
A fine stagione vuole smettere, ma viene convinto da Cristiano Giuntoli a continuare, e così viene tesserato dal Carpi, club di Lega Pro Prima Divisione in cui Giuntoli è direttore sportivo. Nel suo primo campionato in biancorosso disputa in totale 11 partite, 7 in campionato e 4 nei play-off, in seguito ai quali il Carpi ottiene la prima promozione in Serie B della sua storia. Nella stagione 2013-2014 esordisce in Serie B, contribuendo alla salvezza del club emiliano con 3 reti in 36 presenze; viene riconfermato anche per la stagione 2014-2015. L'8 gennaio 2015 rinnova il suo contratto con il club emiliano sino al 2019. In questa stagione conquista la storica promozione in Serie A, segnando 5 gol (tutti nel girone d'andata) in 34 partite di campionato e piazzandosi 8º nella top 15 dei difensori di Serie B secondo una classifica stilata dalla Lega Serie B.
In Serie A esordisce il 23 agosto 2015, nella partita Sampdoria-Carpi (5-2), e disputa 31 partite e segna un gol di testa nel derby perso al Braglia per 3-1 contro il Sassuolo. Resta in Emilia anche dopo la retrocessione in Serie B e, pur limitato da alcuni acciacchi, dà il suo contributo al raggiungimento dei Play-off. L'unica rete la realizza nella vittoria esterna contro l'Ascoli per 2-1, dando il via alla rimonta. Alla fine della stagione il Carpi manca la seconda promozione in Serie A perdendo nelle finali play-off contro il Benevento (0-0 al Cabassi e 1-0 al Vigorito). Gagliolo, espulso nella semifinale di ritorno contro il Frosinone (vinta al Matusa per 1-0 in nove contro undici), ha saltato la finale d'andata per squalifica e in quella di ritorno è rimasto in panchina. In totale, con il Carpi, Gagliolo ha raccolto due promozioni (Serie B nel 2013 e Serie A nel 2015), e ottenuto 154 presenze – divise tra Serie A (31), Serie B (102), Lega Pro Prima Divisione (11) e Coppa Italia (10) – condite da 10 gol segnati (9 in Serie B e 1 in Serie A).

#### Parma
Il 29 luglio 2017 viene ceduto al Parma in prestito con obbligo di riscatto per 1,2 milioni di euro (più 300.000 euro di bonus). Qui ritrova un suo ex compagno degli anni nel Carpi, Antonio Di Gaudio. Con il Parma alla fine della stagione conquista il secondo posto in classifica e la promozione diretta in Serie A. Per la stagione 2018-2019 è confermato nella rosa del Parma per affrontare il campionato di Serie A. Gioca complessivamente 34 gare. Nell'annata 2019-2020 trova la sua prima marcatura con gli emiliani in Serie A, nella trasferta in casa dell'Udinese del 1º settembre 2019, vinta per 3-1, in cui segna la seconda rete.

#### Salernitana e Reggina
Dopo aver giocato con gli emiliani in Coppa Italia nella sconfitta interna per 1-3 contro il Lecce e in Serie B nel pareggio esterno per 2-2 contro il Frosinone, il 31 agosto 2021 viene ceduto alla Salernitana, tornando in Serie A e ritrovando Fabrizio Castori, suo allenatore ai tempi di Carpi.
Il 24 luglio 2022, dopo una sola stagione con i granata, si trasferisce alla Reggina. Il 17 settembre segna la prima rete con gli amaranto, aprendo le marcature nel successo per 3-0 sul Cittadella.

#### AEK Larnaca e Ascoli
Il 31 agosto 2023, dopo essere rimasto svincolato a seguito dell'esclusione degli amaranto dalla Serie B, si accasa ai ciprioti dell'AEK Larnaca. Dopo 6 presenze in campionato ed 1 in coppa nazionale, il 24 gennaio 2024 risolve il contratto con la società cipriota.
Poche ore dopo l'annuncio della risoluzione, viene ingaggiato dall'Ascoli, in Serie B. Tre giorni dopo esordisce con i marchigiani nella vittoriosa trasferta in casa del Como, subentrando a Luca Valzania. Con i bianconeri disputerà in tutto una partita, a causa di un infortunio muscolare al polpaccio destro, non potendo contribuire ad evitare la retrocessione in Serie C. L'anno successivo resta nelle file dell'Ascoli, esordendo per la prima volta in terza serie, a Ferrara contro la SPAL.

### Nazionale
Nell'ottobre 2015 ottiene, per parte di madre, il passaporto svedese, diventando così eleggibile per la Svezia. La prima convocazione nella nazionale svedese arriva solamente quattro anni dopo, nell'ottobre del 2019, per le due partite contro Malta e Spagna valide per le qualificazioni al campionato d'Europa 2020, nelle quali non viene impiegato. Il debutto arriva il 18 novembre successivo da titolare contro le Isole Fær Øer, disputando tutta la partita.

## Statistiche

### Presenze e reti nei club
Statistiche aggiornate al 28 aprile 2025.
| Stagione        | Squadra         | Campionato      | Campionato | Campionato | Coppe nazionali | Coppe nazionali | Coppe nazionali | Coppe continentali | Coppe continentali | Coppe continentali | Altre coppe | Altre coppe | Altre coppe | Totale | Totale |
| Stagione        | Squadra         | Comp            | Pres       | Reti       | Comp            | Pres            | Reti            | Comp               | Pres               | Reti               | Comp        | Pres        | Reti        | Pres   | Reti   |
| --------------- | --------------- | --------------- | ---------- | ---------- | --------------- | --------------- | --------------- | ------------------ | ------------------ | ------------------ | ----------- | ----------- | ----------- | ------ | ------ |
| 2010-2011       | Sanremese       | 2D              | 23+2       | 1+0        | CI              | 1               | 1               | -                  | -                  | -                  | -           | -           | -           | 26     | 2      |
| 2011-2012       | Pro Imperia     | D               | 19         | 0          | CI              | 0               | 0               | -                  | -                  | -                  | -           | -           | -           | 19     | 0      |
| 2012-2013       | Carpi           | 1D              | 7+4        | 0          | CI+CI-LP        | 1+1             | 0               | -                  | -                  | -                  | -           | -           | -           | 13     | 0      |
| 2013-2014       | Carpi           | B               | 36         | 3          | CI              | 1               | 0               | -                  | -                  | -                  | -           | -           | -           | 37     | 3      |
| 2014-2015       | Carpi           | B               | 34         | 5          | CI              | 1               | 0               | -                  | -                  | -                  | -           | -           | -           | 35     | 5      |
| 2015-2016       | Carpi           | A               | 31         | 1          | CI              | 4               | 0               | -                  | -                  | -                  | -           | -           | -           | 35     | 1      |
| 2016-2017       | Carpi           | B               | 29+3       | 1+0        | CI              | 2               | 0               | -                  | -                  | -                  | -           | -           | -           | 34     | 1      |
| Totale Carpi    | Totale Carpi    | Totale Carpi    | 137+7      | 10         |                 | 10              | 0               |                    | -                  | -                  |             | -           | -           | 154    | 10     |
| 2017-2018       | Parma           | B               | 37         | 6          | CI              | 0               | 0               | -                  | -                  | -                  | -           | -           | -           | 37     | 6      |
| 2018-2019       | Parma           | A               | 34         | 0          | CI              | 1               | 0               | -                  | -                  | -                  | -           | -           | -           | 35     | 0      |
| 2019-2020       | Parma           | A               | 32         | 3          | CI              | 3               | 0               | -                  | -                  | -                  | -           | -           | -           | 35     | 3      |
| 2020-2021       | Parma           | A               | 28         | 2          | CI              | 2               | 0               | -                  | -                  | -                  | -           | -           | -           | 30     | 2      |
| lug.-ago. 2021  | Parma           | B               | 1          | 0          | CI              | 1               | 0               | -                  | -                  | -                  | -           | -           | -           | 2      | 0      |
| Totale Parma    | Totale Parma    | Totale Parma    | 132        | 11         |                 | 7               | 0               |                    | -                  | -                  |             | -           | -           | 139    | 11     |
| set. 2021-2022  | Salernitana     | A               | 17         | 0          | CI              | 1               | 0               | -                  | -                  | -                  | -           | -           | -           | 18     | 0      |
| 2022-2023       | Reggina         | B               | 30+1       | 2          | CI              | 1               | 0               | -                  | -                  | -                  | -           | -           | -           | 31     | 2      |
| 2023-gen. 2024  | AEK Larnaca     | A               | 6          | 0          | KK              | 1               | 0               | -                  | -                  | -                  | -           | -           | -           | 7      | 0      |
| gen.-giu. 2024  | Ascoli          | B               | 1          | 0          | CI              | -               | -               | -                  | -                  | -                  | -           | -           | -           | 1      | 0      |
| 2024-2025       | Ascoli          | C               | 19         | 0          | CI-C            | -               | -               | -                  | -                  | -                  | -           | -           | -           | 19     | 0      |
| Totale Ascoli   | Totale Ascoli   | Totale Ascoli   | 20         | 0          |                 | 0               | 0               |                    | -                  | -                  |             | -           | -           | 20     | 0      |
| Totale carriera | Totale carriera | Totale carriera | 384+10     | 24         |                 | 21              | 1               |                    | -                  | -                  |             | -           | -           | 415    | 25     |

### Cronologia presenze e reti in nazionale
| Cronologia completa delle presenze e delle reti in nazionale ― Svezia | Cronologia completa delle presenze e delle reti in nazionale ― Svezia | Cronologia completa delle presenze e delle reti in nazionale ― Svezia | Cronologia completa delle presenze e delle reti in nazionale ― Svezia | Cronologia completa delle presenze e delle reti in nazionale ― Svezia | Cronologia completa delle presenze e delle reti in nazionale ― Svezia | Cronologia completa delle presenze e delle reti in nazionale ― Svezia | Cronologia completa delle presenze e delle reti in nazionale ― Svezia |
| Data                                                                  | Città                                                                 | In casa                                                               | Risultato                                                             | Ospiti                                                                | Competizione                                                          | Reti                                                                  | Note                                                                  |
| --------------------------------------------------------------------- | --------------------------------------------------------------------- | --------------------------------------------------------------------- | --------------------------------------------------------------------- | --------------------------------------------------------------------- | --------------------------------------------------------------------- | --------------------------------------------------------------------- | --------------------------------------------------------------------- |
| 18-11-2019                                                            | Solna                                                                 | Svezia                                                                | 3 – 0                                                                 | Fær Øer                                                               | Qual. Euro 2020                                                       | -                                                                     |                                                                       |
| Totale                                                                |                                                                       | Presenze                                                              | 1                                                                     |                                                                       | Reti                                                                  | 0                                                                     |                                                                       |

## Palmarès

### Club

#### Competizioni regionali
- Eccellenza: 1

Sanremese: 2009-2010

#### Competizioni nazionali
- Campionato italiano di Serie B: 1

Carpi: 2014-2015